# Quercus yanqianii
{{#ifeq:0|0|{{#if:|{{#if:Quercusyanqianii|[[]}}|}}}}
Quercus yanquianii — вид дуба. Це ендемік острова Хайнань на півдні Китаю.